# Nikolas Petrik
Nikolas Petrik (* 19. März 1984 in Villach) ist ein ehemaliger österreichischer Eishockeystürmer, der zuletzt von 2017 bis 2019 erneut beim EC VSV in der Österreichischen Eishockey-Liga unter Vertrag stand. Sein jüngerer Bruder Benjamin ist ebenfalls Eishockeyspieler.

## Karriere

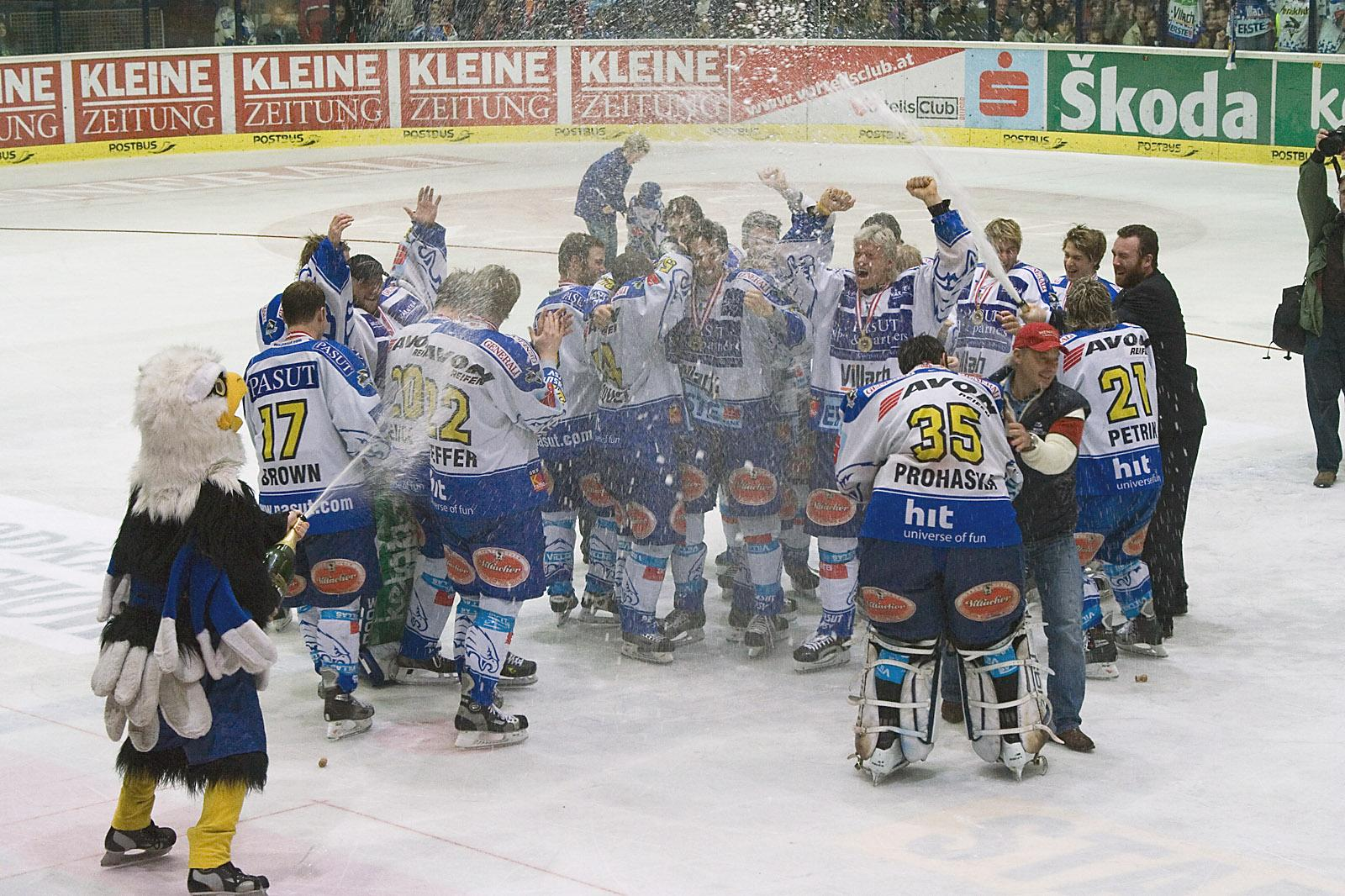
Die Spieler des Villacher SV feiern den österreichischen Meistertitel 2006.

Nikolas Petrik kam als Sohn des ehemaligen VSV-Spielers Helmut Petrik schon als Jugendlicher zum EC VSV. Nach zwei Jahren in der ersten Mannschaft des VSV, mit der er 2002 österreichischer Meister wurde, wechselte er 2003 für eine Saison zu den Graz 99ers, danach kehrte er wieder nach Villach zurück und gewann mit den Kärntnern 2006 erneut den Landesmeistertitel. Seit 2012 stand er beim Dornbirner EC, dessen Mannschaftskapitän er seit 2014 war, unter Vertrag.
Im März 2017 wurde seine erneute Verpflichtung beim EC VSV bekannt, wo er ebenfalls Mannschaftskapitän wurde. Nach der Saison 2018/19 beendete er seine Karriere. Petrik absolvierte 796 Bundesliga-Spiele und liegt damit auf Platz sechs der ewigen Bestenliste der Österreichischen Eishockey-Liga. Seit 2019 ist er Athletiktrainer der Villacher.

### International
Im Juniorenbereich nahm Petrik an den U18-Weltmeisterschaften der Division I 2001 und 2002 sowie den U20-Weltmeisterschaften der Division I 2003 und der Top-Division 2004 teil. Mit der österreichischen Studentenauswahl nahm er an der Winter-Universiade 2005 in Innsbruck und Seefeld in Tirol teil.
Für das A-Nationalteam debütierte Petrik am 14. April 2005 bei der 4:5-Niederlage gegen die Tschechische Republik in Znojmo. Seine erste Weltmeisterschaft spielte der Angriffsspieler jedoch erst neun Jahre später, als er mit der Mannschaft aus dem Alpenland an der Division I der Weltmeisterschaft 2014 teilnahm und den Aufstieg in die Top-Division erreichte. Dort spielte er dann bei der Weltmeisterschaft 2015. Nach dem direkten Wiederabstieg nahm er 2016 an der Weltmeisterschaft der Division I teil. Außerdem nahm er an der Qualifikation für die Olympischen Winterspiele 2018 teil, bei der die Österreicher aber nach klaren Niederlagen gegen Lettland (1:8) und Deutschland (0:6) bei einem 3:0-Sieg gegen Japan als Gruppendritter ausschieden.

## Erfolge und Auszeichnungen
- 2002 Österreichischer Meister mit dem EC VSV
- 2003 Aufstieg in die Top-Division bei der U20-Weltmeisterschaft der Division I
- 2006 Österreichischer Meister mit dem EC VSV
- 2014 Aufstieg in die Top-Division bei der Weltmeisterschaft der Division I, Gruppe A

## Karrierestatistik
(Legende zur Spielerstatistik: Sp oder GP = absolvierte Spiele; T oder G = erzielte Tore; V oder A = erzielte Assists; Pkt oder Pts = erzielte Scorerpunkte; SM oder PIM = erhaltene Strafminuten; +/− = Plus/Minus-Bilanz; PP = erzielte Überzahltore; SH = erzielte Unterzahltore; GW = erzielte Siegtore; 1 Play-downs/Relegation; Kursiv: Statistik nicht vollständig)